# Elton (Herefordshire)
Elton – wieś i civil parish w Anglii, w hrabstwie Herefordshire. W 2001 civil parish liczyła 67 mieszkańców. Elton jest wspomniana w Domesday Book (1086) jako Elintune.